# San Pablo Ahuatempa
San Pablo Ahuatempa är en ort i Mexiko.   Den ligger i kommunen Santa Isabel Cholula och delstaten Puebla, i den sydöstra delen av landet, 90 km sydost om huvudstaden Mexico City. San Pablo Ahuatempa ligger 2 157 meter över havet och antalet invånare är 2 066.
Terrängen runt San Pablo Ahuatempa är kuperad åt sydväst, men åt nordost är den platt. Runt San Pablo Ahuatempa är det tätbefolkat, med 476 invånare per kvadratkilometer. Närmaste större samhälle är Puebla de Zaragoza, 17,5 km öster om San Pablo Ahuatempa. Omgivningarna runt San Pablo Ahuatempa är en mosaik av jordbruksmark och naturlig växtlighet.